# Hämmäis
Hämmäis (finska: Hämmäinen) är en by och en egendom i Uskela i Salo stad i det finländska landskapet Egentliga Finland. Byn ligger på östra sidan av Salo centrum.
Hämmäis gård är belägen mellan vägar Karjaskyläntie och Muurlantie. Gården bildades genom att sammanslå byns två stamhemman Ylistalo och Alastalo år 1921. Det fanns fem torp i Hämmäis som alla blev självständiga på 1920-talet. Efter Finlands krigsår grundades nya smågårdar på Hämmäis bys södra delar.